# Geisenheim
Geisenheim é um município da Alemanha, situado no distrito de Rheingau-Taunus, no estado de Hesse. Tem 40,34 km² de área, e sua população em 2019 foi estimada em 11.634 habitantes.